# 梅茨鎮區 (密蘇里州弗農縣)
梅茨鎮區（英語：Metz Township）是位於美國密蘇里州弗農縣的一個行政鎮區。

## 地方資料
梅茨鎮區的面積為124.09平方千米，當中陸地面積為122.99平方千米，而水域面積為1.10平方千米。根據2020年美國人口普查的數據，當地共有人口298人，而人口密度為每平方千米2.4人。